# Nathanaelkirche (Bilderstöckchen)

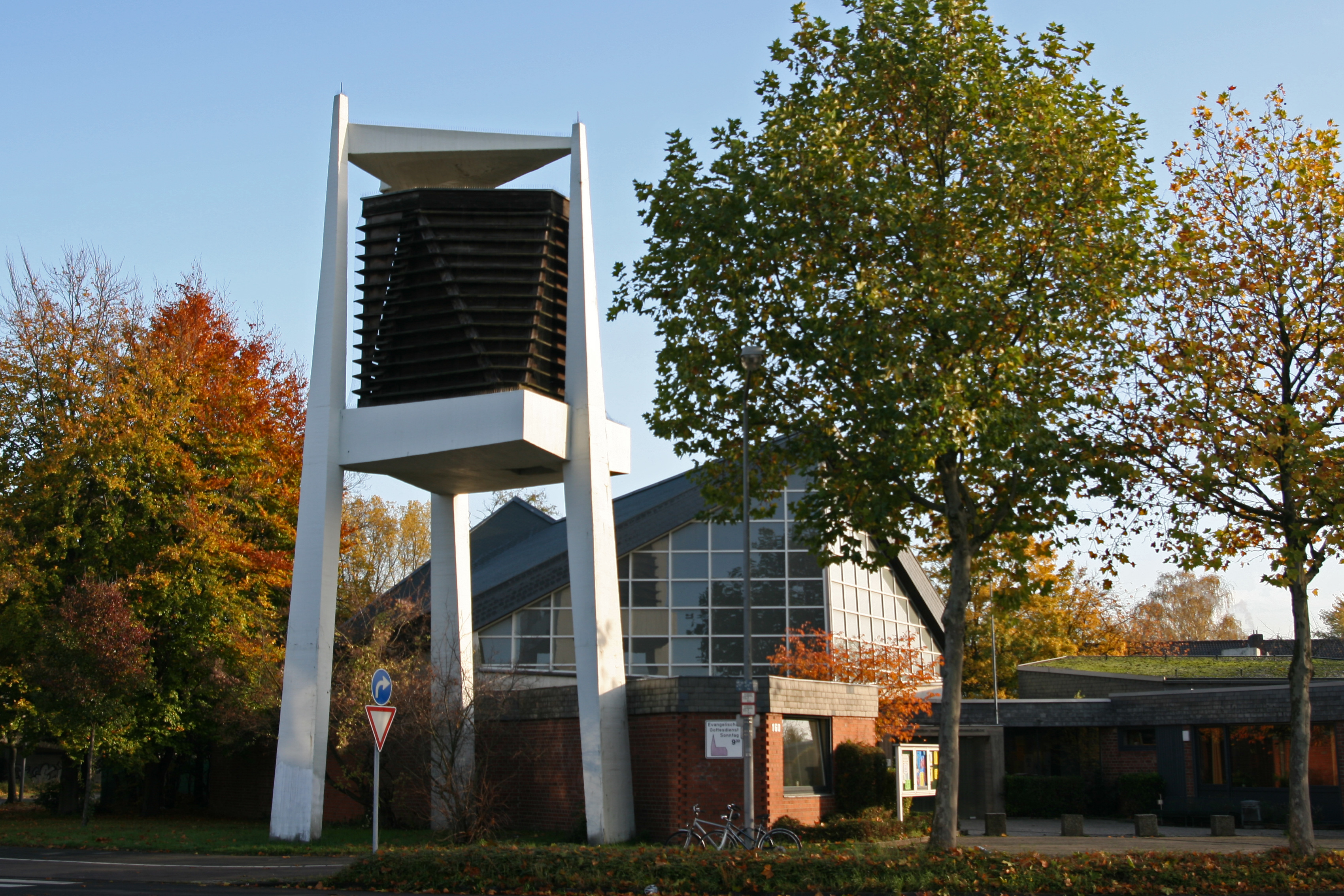
Nathanaelkirche mit abgesetztem Kirchturm: Die rechte Tragsäule bildet ein Kreuz mit der Platte des Glockenträgers (2008)

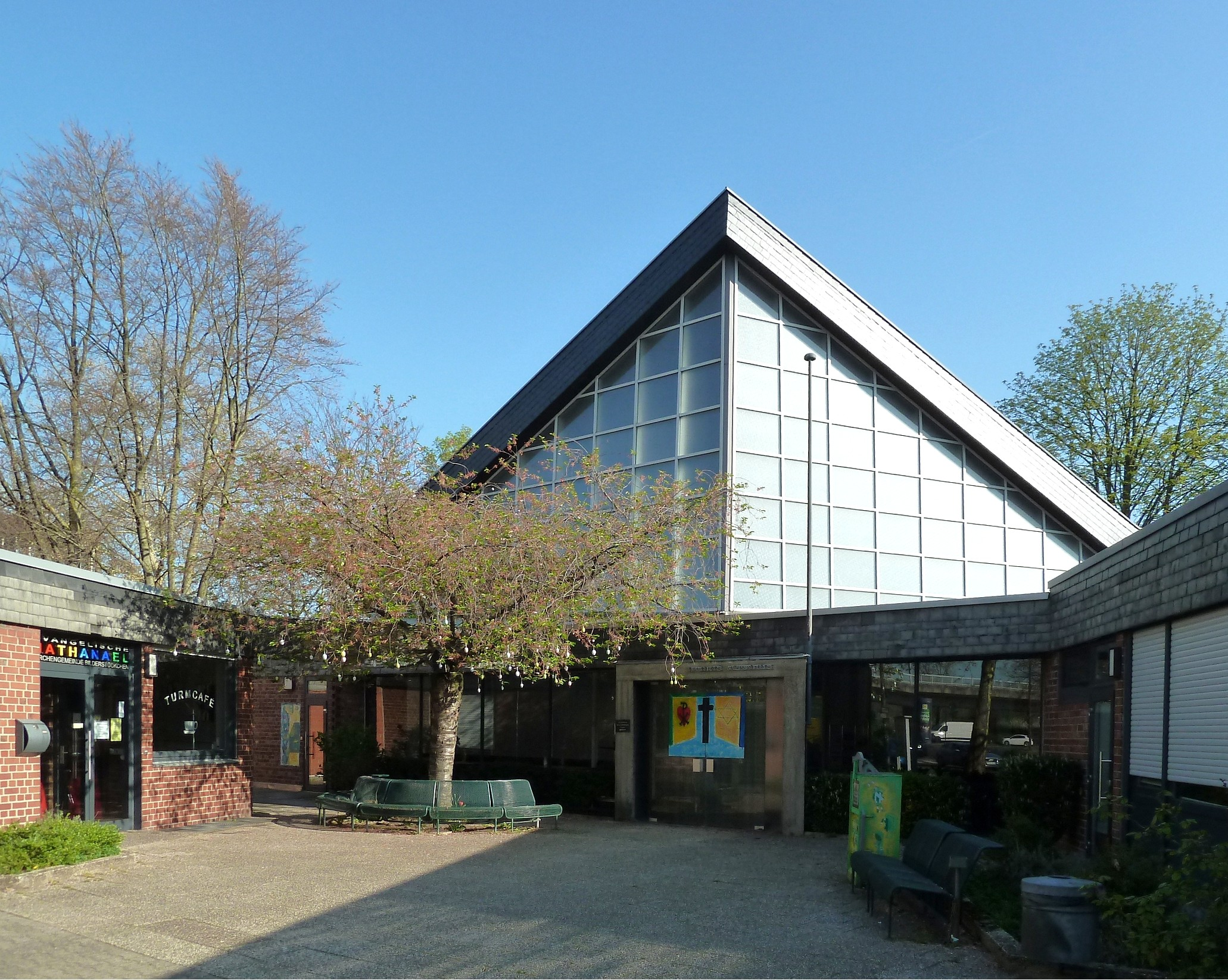
Vorplatz und Kirchengiebel (2025)

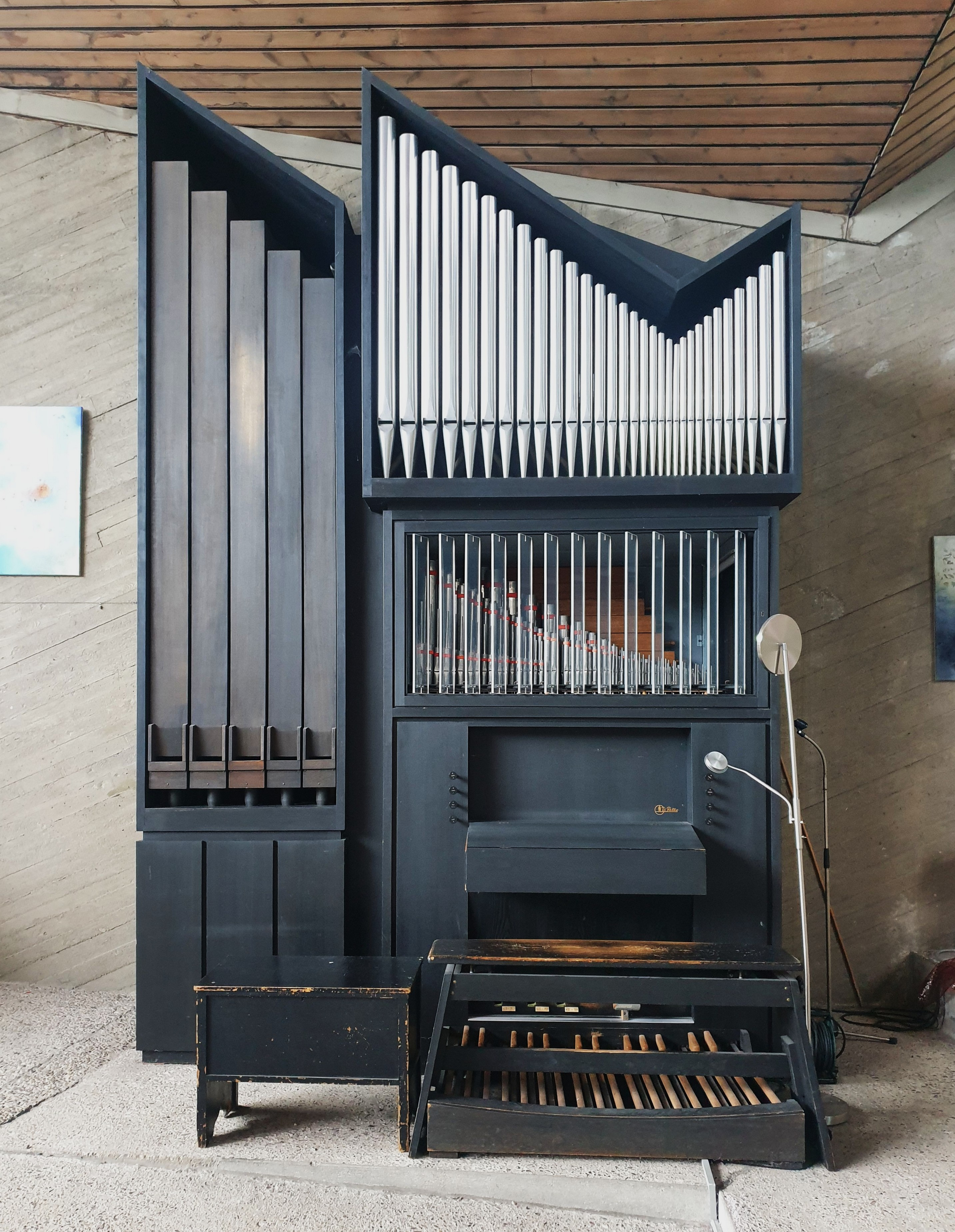
Peter-Orgel (2025)

Die Nathanaelkirche gehört zur evangelischen Nathanael-Kirchengemeinde in Köln-Bilderstöckchen. Das nach dem Jünger Nathanael benannte Kirchengebäude wurde 1965 vollendet und erhielt 1974 seinen markanten, vom Kirchengebäude abgesetzten Campanile unmittelbar an der Straßenkreuzung Escher Straße/Parkgürtel.

## Geschichte
Der Stadtteil Bilderstöckchen gehörte bis 1957 zur Kirchengemeinde Nippes, bis 1962 zur Gemeinde Weidenpesch und erhielt danach eine eigenständige Kirchengemeinde. Sie gehört zum Kirchenkreis Köln-Nord der Evangelischen Kirche im Rheinland. Auf dem 1963 erworbenen Grundstück erbauten die Architekten Jürgen Hartmann und Hans Berger ab 1964 das Gemeindezentrum der Nathanael-Kirchengemeinde mit integrierter Kirche.

## Architektur
Die Kirche und einige der Gemeinderäume und der Gemeindesaal haben einen sechsseitigen Grundriss. Das mit Rotziegel verklinkerte Gemeindezentrum mit integrierter Kindertagesstätte wird von der geknickten gläsernen Giebelfassade der Kirche überragt. Die Kirche bildet den größten Raum des Komplexes und bietet 300 Gläubigen Sitzplätze. Für den modernen Bau mit großen Sichtbetonflächen wurden Holz und Glas, Metallverstrebungen sowie ein großflächiges Schieferdach als gestalterische Elemente genutzt. Alle Gebäude sind durch einen trichterförmigen Vorplatz verbunden, der auf den Kircheneingang mit einem vorgelagerten Vestibül zuläuft.
Der markante, als Betonskulptur gestaltete Glockenturm mit drei spitz zulaufenden Standbeinen trägt den hölzernen Glockenstuhl auf einer quadratischen Grundplatte, bedacht von einer dreieckigen Deckplatte. Eines der Standbeine bildet mit der Grundplatte ein Kreuz.

### Innenraum
Im schlicht gestalteten Innenraum bestimmen große Sichtbetonwände und eine Holzdecke die Farben. Der Grundriss ist leicht in Richtung des Altarraums gestreckt, so dass der Altar am Endpunkt der Mittelachse um zwei Stufen erhöht den optischen Schwerpunkt des Raumes bildet. Der Altar selbst wurde, wie auch die andere wesentliche Ausstattung der Kirche, vom Künstler Heinz Heiber geschaffen. Auf dem ochsenblutroten Quader steht ein filigranes Stahlkreuz.
Seitlich hinter der Kanzel hängt als einziges mehrfarbiges Element des Kircheninnenraums das Wandbild „Sich begegnen“, das Verhältnis der Menschen zueinander und zu Jesus Christus symbolisierend. Auf der anderen Altarseite wird durch eine Ausstellung der Wand und eine abgesenkte Decke optisch ein kleinerer Raum für die Taufstätte und das Taufbecken gebildet. Das Becken zeigt einen thronenden Christus. Das Fenster hinter dem Altar bildet ein Quadrat mit zwölf umgebenden, verschachtelten kleineren Fenstern. Dies symbolisiert das himmlische Jerusalem mit den zwölf Stadttoren, aber auch Christus mit seinen zwölf Aposteln.
Die Orgel wurde 1974 von Willi Peter gebaut. Es ist eine Peter-Orgel II/P mit 8 Registern.

## Glocken
Im Glockenturm hängen drei Glocken, die auf das Geläut der katholischen Kirche St. Franziskus (fis1–gis1–h1–cis2–e2) abgestimmt sind.
| Nr. | Name     | Gussjahr | Gießer                             | Durchmesser (mm) | Masse (kg) | Schlagton (HT-1/16) |
| 1   | Liebe    | 1978     | Glocken- und Kunstgießerei Rincker | 678              | 201        | dis2 ±0             |
| 2   | Hoffnung | 1978     | Glocken- und Kunstgießerei Rincker | 573              | 124        | fis2 +1             |
| 3   | Glaube   | 1978     | Glocken- und Kunstgießerei Rincker | 515              | 93         | gis2 +1             |